# بوب جيلدوف
بوب جيلدوف أو بوب غيلدوف (بالإنجليزية: Bob Geldof)‏ مغني، ملحن و كاتب أغاني ايرلندي ولد سنة 1951 قرب العاصمة الايرلندية دبلن ويعرف إضافة إلى نجاحه الموسيقي باعماله الخيرية ونشاطه الحقوقي .

## روابط خارجية
- بوب جيلدوف على موقع IMDb (الإنجليزية)
- بوب جيلدوف على موقع الموسوعة البريطانية (الإنجليزية)
- بوب جيلدوف على موقع روتن توميتوز (الإنجليزية)
- بوب جيلدوف على موقع مونزينجر (الألمانية)
- بوب جيلدوف على موقع ألو سيني (الفرنسية)
- بوب جيلدوف على موقع ميوزك برينز (الإنجليزية)
- بوب جيلدوف على موقع رولينغ ستون (الإنجليزية)
- بوب جيلدوف على موقع أول موفي (الإنجليزية)
- بوب جيلدوف على موقع قاعدة بيانات الأفلام السويدية (السويدية)
- بوب جيلدوف على موقع إن إن دي بي (الإنجليزية)